# Cerna (Tulcea megye)
Cerna község Tulcea megyében, Dobrudzsában, Romániában. A hozzá tartozó települések: General Praporgescu, Mircea Vodă és Traian.

## Fekvése
A település az ország délkeleti részén található, a megyeszékhelytől, Tulcsától ötvenöt kilométerre nyugatra.

## Történelem
Első írásos említése 1790-ből való, Czerna néven. Régi török neve Karacalar. Az 1940-es lakosságcseréig a település 80%-a bolgár nemzetiségű volt, házaikba a Dunától délre, Bulgária területén élő meglenorománokat telepítettek be.

## Lakossága
A nemzetiségi megoszlás a következő:
| 2002      | 2002 | 2002   |
| --------- | ---- | ------ |
| Románok   | 4218 | 99,78% |
| Törökök   | 2    | 0,04%  |
| Lipovánok | 2    | 0,04%  |
| Egyéb     | 5    | 0,11%  |
| Összesen  | 4227 | 100,0% |

## Látnivalók
- Panait Cerna költő emlékháza.

## Híres emberek
- Panait Cerna (Cerna, 1881. szeptember 25. – Lipcse, 1913. március 26.): bolgár nemzetiségű költő.